# Arzubicha
Arzubicha (ros. Арзубиха) – wieś w Rosji, w rejonie charowskim obwodu wołogodzkiego. W 2010 r. liczyła 298 mieszkańców.